# Château Coutet

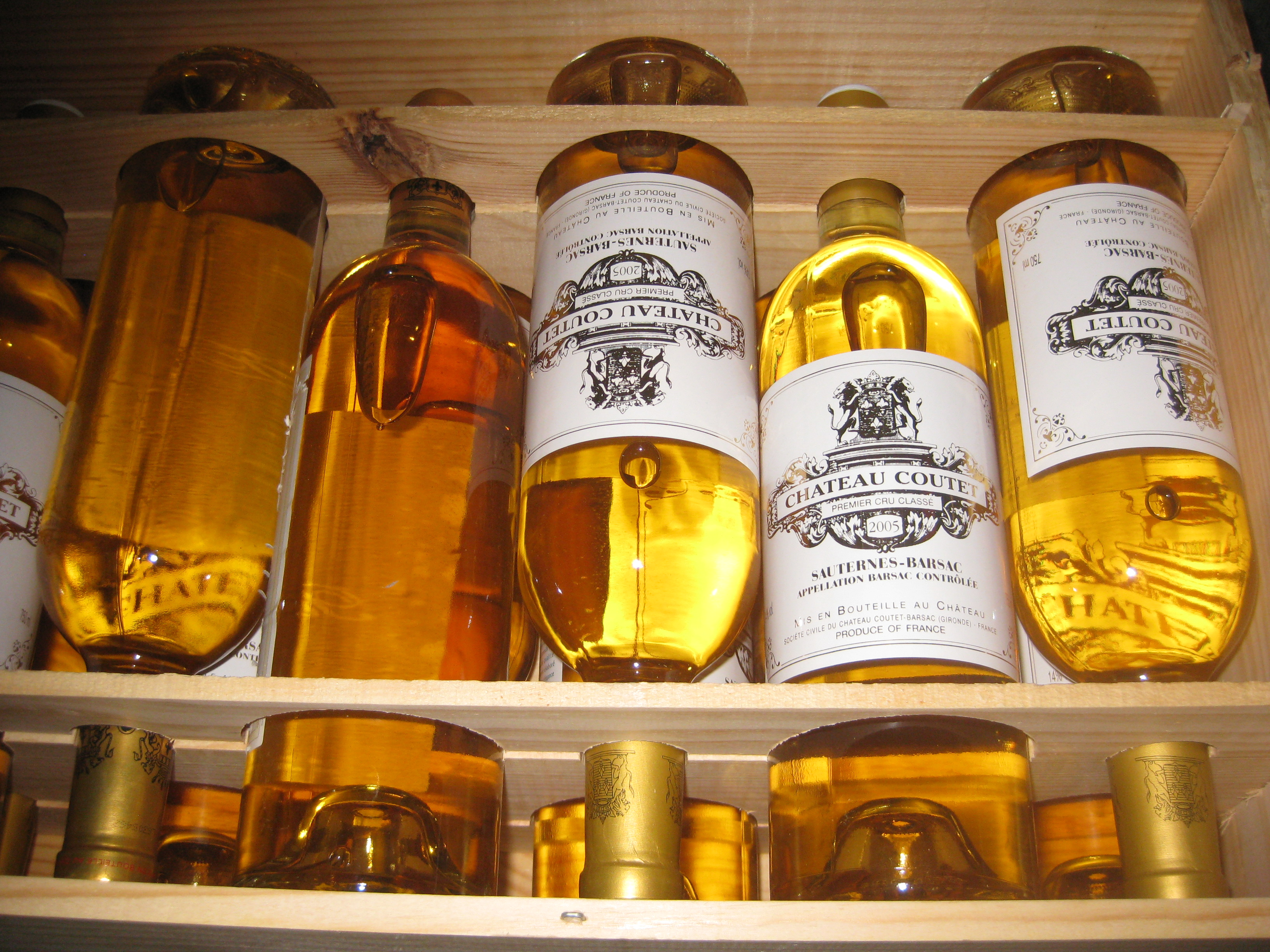
Caisse de Château Coutet.

Le château Coutet est un domaine viticole situé à Barsac en Gironde. En AOC Barsac, il est classé premier grand cru dans la classification officielle des vins de Bordeaux de 1855.

## Histoire du domaine
Château Coutet est l'un des plus anciens domaines du Sauternais. Sa construction remonte à la fin de XIIIe siècle ou au début du XIVe siècle, comme en témoigne sa tour de conception similaire à celle des établissements militaires de l'occupation anglaise de Guyenne. Autre vestige de l'époque, une deuxième tour située dans le vignoble, destinée à l'élevage des pigeons et des paons par les seigneurs gascons. Au début du XIIIe siècle, une remaniement considérable transforme l'habitation principale. Les abords sont embellis par un superbe parc à la française.
En 1788, le domaine est acquis par Gabriel-Barthélémy-Romain de Filhot, président du Parlement de Bordeaux et déjà propriétaire de Château Filhot à Sauternes. En 1794, Filhot est guillotiné et la propriété revient alors à son petit-fils, le marquis Romain-Bertrand de Lur Saluces. Château Coutet côtoie ainsi le célèbre Château d'Yquem, le Château Filhot et le Château de Malle au sein d'un ensemble qui fait du marquis de Lur Saluces le plus grand producteur de vins blanc liquoreux du monde.
En 1922, Château Coutet est racheté par Louis Guy, fabricant de presses hydrauliques et de matériel viticole : cette transaction signifie la séparation de Château d'Yquem.
Marcel Baly et ses deux fils, Philippe et Dominique Baly, acquièrent Château Coutet en 1977. Rapidement, ils décident de rénover le vignoble et les bâtiments d'exploitation.

## Terroir
Château Coutet dispose d'un sol rougeâtre argileux. Les graves fines déposées par la Garonne ou, selon les parcelles, les sables d'apport éolien, reposent sur un sous-sol calcaire. Situé à proximité d'un petit cours d'eau, le Ciron, Château Coutet béneficie largement des brouillards d'automne nécessaires à la prolifération du champignon Botrytis cinerea. Celui-ci provoque une concentration progressive des sucres contenus dans les baies : c'est la pourriture noble.
Les cépages traditionnels des appellations Barsac et Sauternes composent le vignoble de Château Coutet : 
- sémillon à 75 % ;
- sauvignon blanc à 23 % ;
- muscadelle à 2 %.

## Vins

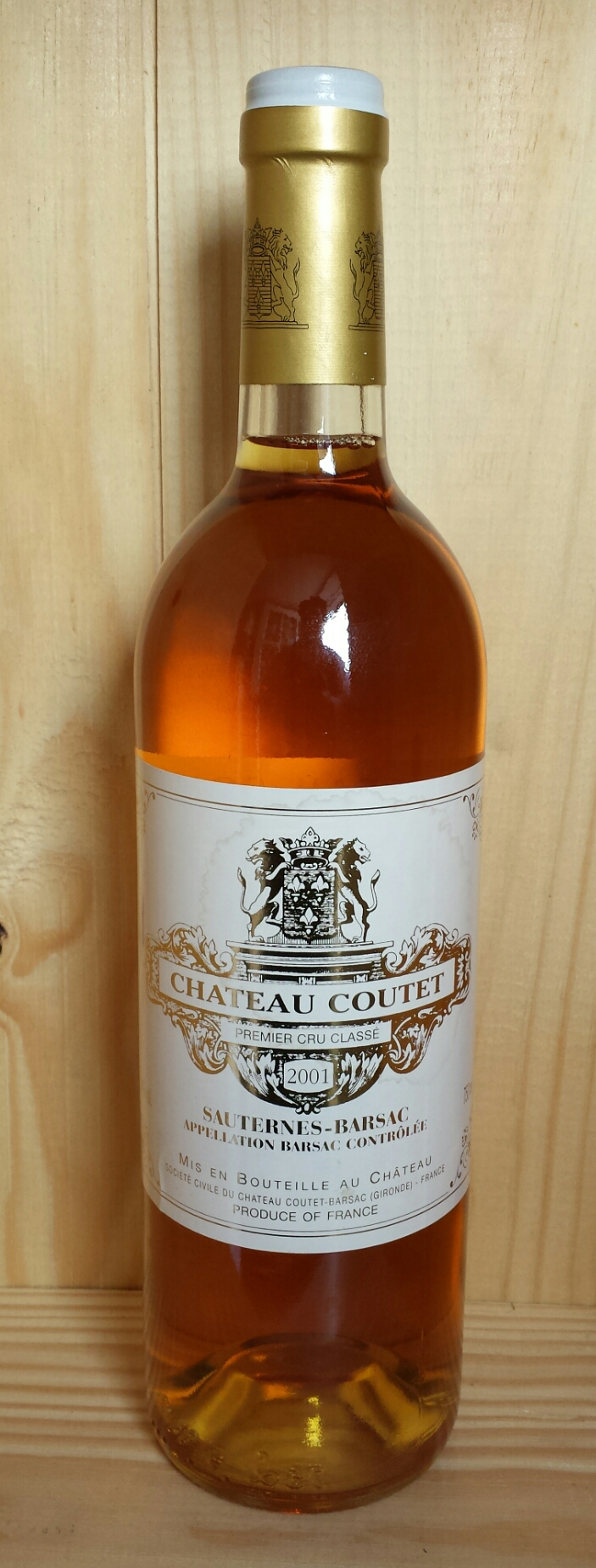
Une bouteille de Château Coutet 2001.

La cueillette est réalisée à la main. Chaque grappe n'atteignant pas la surmaturation au même moment, les raisins sont récoltés en plusieurs passages : c'est le ramassage par tris successives. Leur nombre est variable en fonction des conditions climatiques, de trois à sept. Les baies subissent trois pressées verticales ; le moût est débourbé pendant une nuit à basse températures et logé, pour la fermentation alcoolique, dans des barriques (neuves à environ 50 %). Un équilibre est recherché entre le degré alcoolique (aux alentours de 14 % du volume) et la quantité de sucres résiduels (entre 135 et 160 grammes de sucre par litre).
L'élevage se déroule pendant un an et demi dans des chais qui bénéficient d'une température clémente et constante.